# جيمس إم. فولتون
جيمس إم. فولتون (بالإنجليزية: James M. Fulton)‏ هو قائد فرقة ‏ وملحن أمريكي، ولد في 1873 في واشنطن في الولايات المتحدة، وتوفي في 6 مايو 1940 في بيلمونت (ماساتشوستس) في الولايات المتحدة.

## وصلات خارجية
- جيمس إم. فولتون على موقع ميوزك برينز (الإنجليزية)